# Horia Roman
Horia Roman, född 14 juli 1894 i Bukarest, död 1990, var en rumänsk bobåkare. Han deltog vid olympiska vinterspelen i Sankt Moritz 1928. Hans lag kom på 19:e plats.